# Saponiny
Saponiny (łac. sāpō ‘mydło’, dop. sāpōnis) – grupa organicznych związków chemicznych zaliczanych do glikozydów (o masie cząsteczkowej 600–1500 u), w których funkcję aglikonu pełni sapogenina (wykazująca charakter triterpenowy lub steroidowy). W wodzie (zwłaszcza ciepłej) pienią się jak mydło (stąd nazwa) i wykazują zdolność obniżania napięcia powierzchniowego (dlatego rośliny bogate w saponiny stosowano dawniej jako namiastkę mydła, do prania). Niektóre z nich wykazują działanie lecznicze: moczopędne, wykrztuśne, wymiotne (w dużych ilościach), przeciwzapalne, antyseptyczne oraz poprawiające trawienie i wchłanianie składników pokarmowych w jelitach. Inne natomiast są truciznami, wywołującymi m.in. hemolizę (właściwość ta jest wykorzystywana do określania siły działania saponin poprzez indeks hemolityczny).

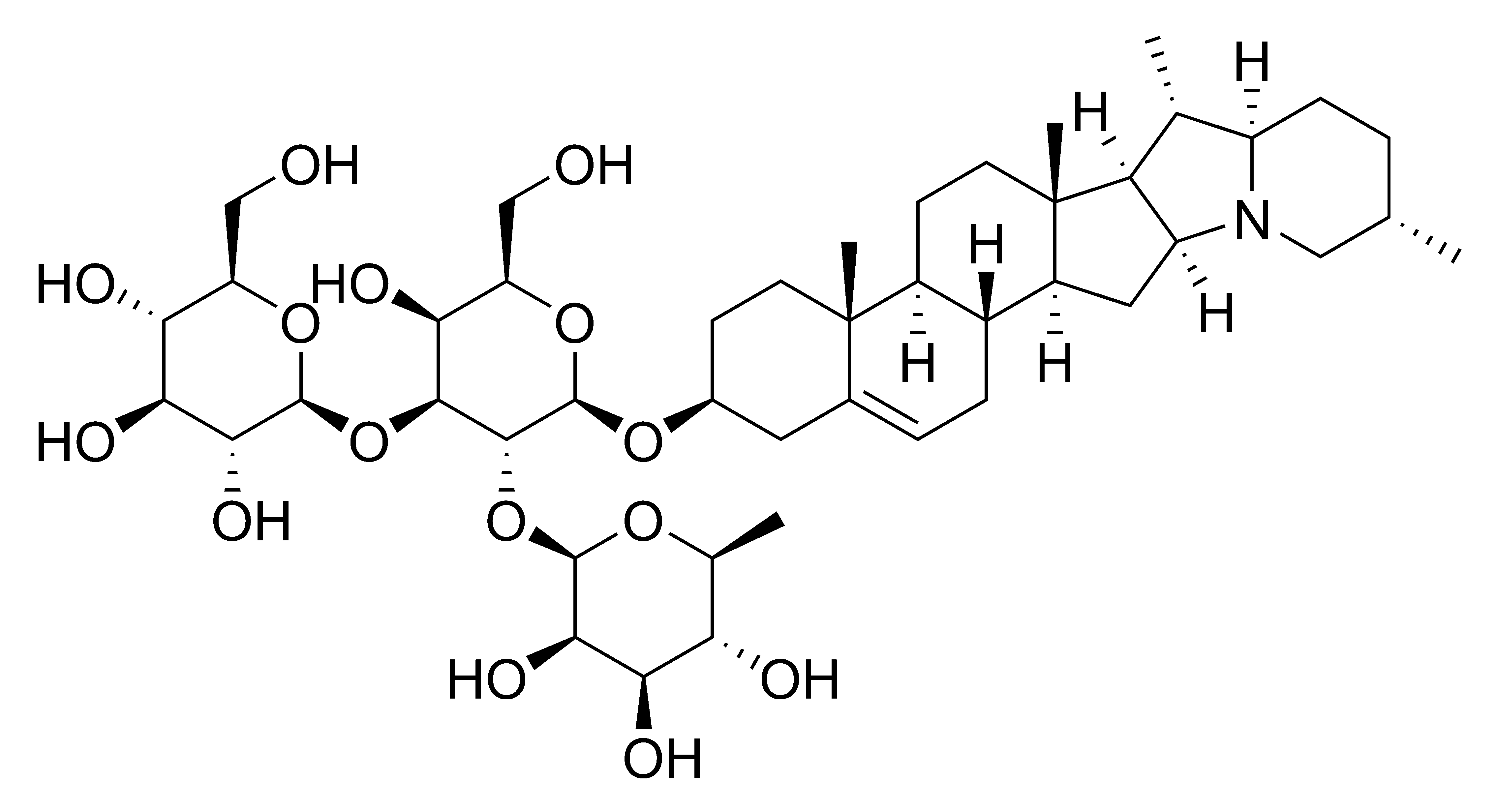
Struktura solaniny

W technologii saponiny są wykorzystywane jako środki pieniące, solubilizatory, środki czyszczące, emulgatory i środki zwilżające. Saponiny mają szerokie spektrum działania, co daje im potencjalne zastosowanie w farmacji i kosmetyce. Działają jako środki zwiększające przepuszczalność, obniżające poziom cholesterolu, antyoksydacyjne, przeciwdrobnoustrojowe, przeciwzapalne, cytotoksyczne oraz hemolityczne. Są również stosowane jako adiuwanty, wzmacniając odpowiedź immunologiczną na antygen.
Saponiny występują najczęściej w epidermie (skórce) łodyg i owoców oraz w korzeniach, m.in. takich roślin jak: mydleniec, mydlnica lekarska (w korzeniach), lukrecja gładka, łyszczec (w korzeniach u kilku gatunków), nagietek lekarski, kasztanowiec pospolity (escyna), naparstnica, bluszcz pospolity, winorośl, oliwki, żeń-szeń, soja, jukka, aloes, komosa ryżowa, kłęk kanadyjski, gwiazdnica pospolita, kąkol polny i gipsówka. Są również wytwarzane przez niektóre organizmy morskie (np. strzykwy).